# Chiesa di Santa Maria Assunta (Asigliano Vercellese)
La chiesa di Santa Maria Assunta, nota anche con il titolo chiesa della Beata Vergine Assunta, è la parrocchiale di Asigliano Vercellese, in provincia ed arcidiocesi di Vercelli; fa parte del vicariato di Trino.

## Storia
La prima citazione di una chiesa ad Asigliano risale al 1186 ed è menzionata come possedimento della diocesi vercellese, situazione confermata da papa Onorio III nel 1216; questa chiesa, dunque, che probabilmente era in stile romanico, si trovava nel castello.

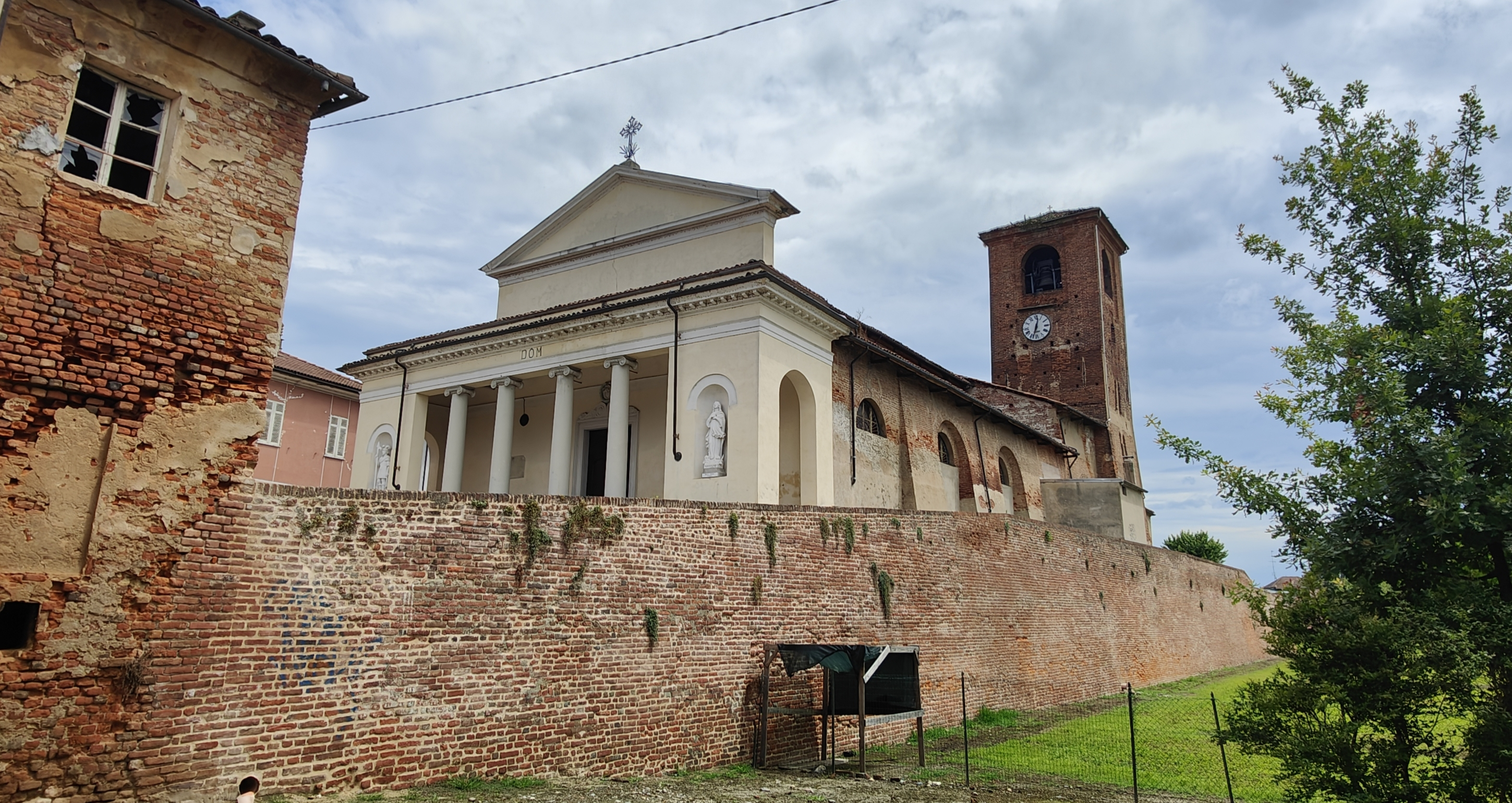
Vista del basamento della chiesa parrocchiale asiglianese che evidenzia il suo sorgere sui resti delle antiche mura del castello poi demolito. La forma singolare del campanile è il risultato della trasformazione di una delle quattro torri (unica sopravvissuta) adattata per ospitare le campane

Si sa che nel XVI secolo essa fu gravemente danneggiata durante uno scontro tra gli eserciti de' francesi e de' spagnoli e completamente distrutta in un combattimento tra piemontesi e francesi. L'edificio venne riedificato nel 1619 e, nel 1776, fu facilitato l'accesso alla chiesa ampliando la stradicciola che lì giungeva e aprendo una piazzetta. 

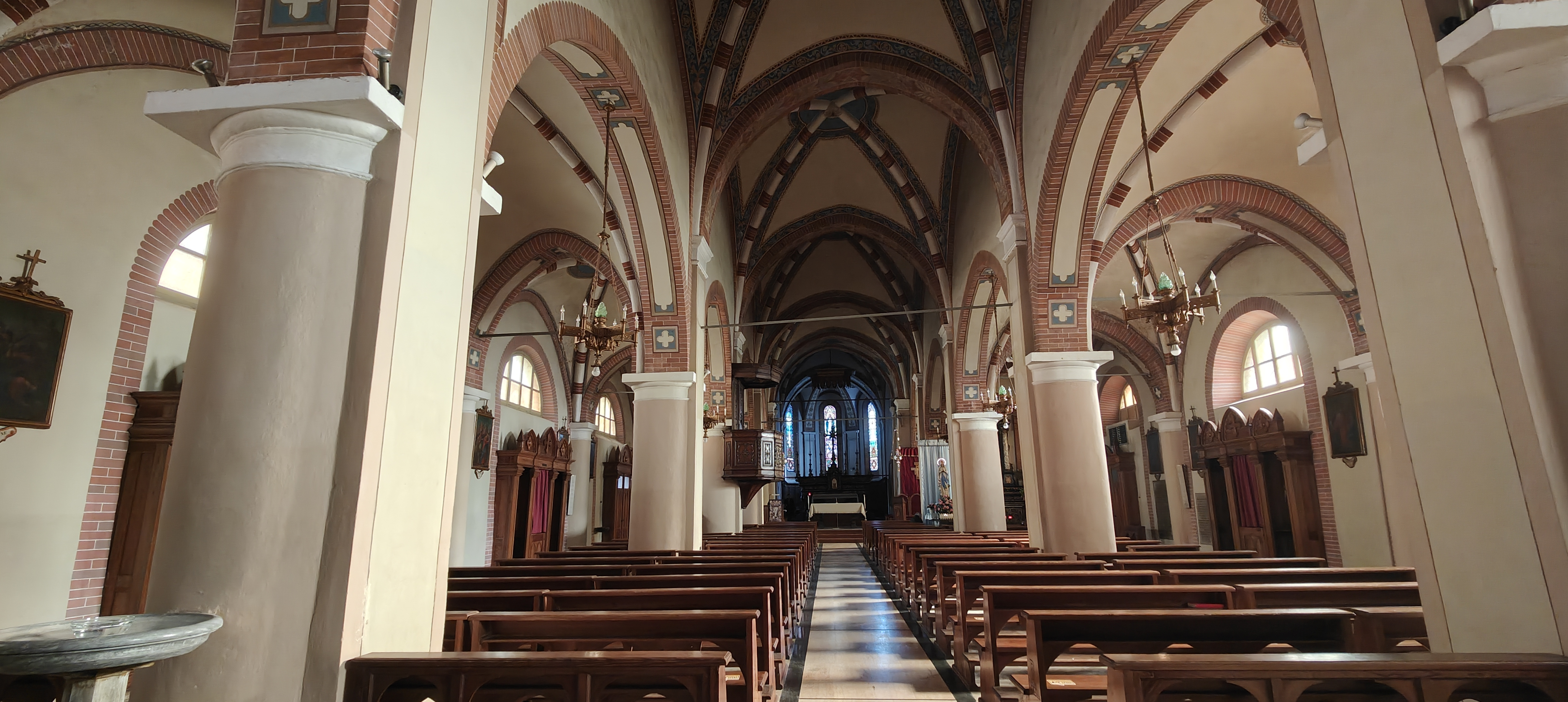
L'interno a tre navate di ispirazione gotica soprattutto negli archi

L'attuale parrocchiale venne costruita nell'Ottocento con dimensioni maggiori rispetto alla precedente, la quale, all'inizio di quel secolo, versava in pessime condizioni. 

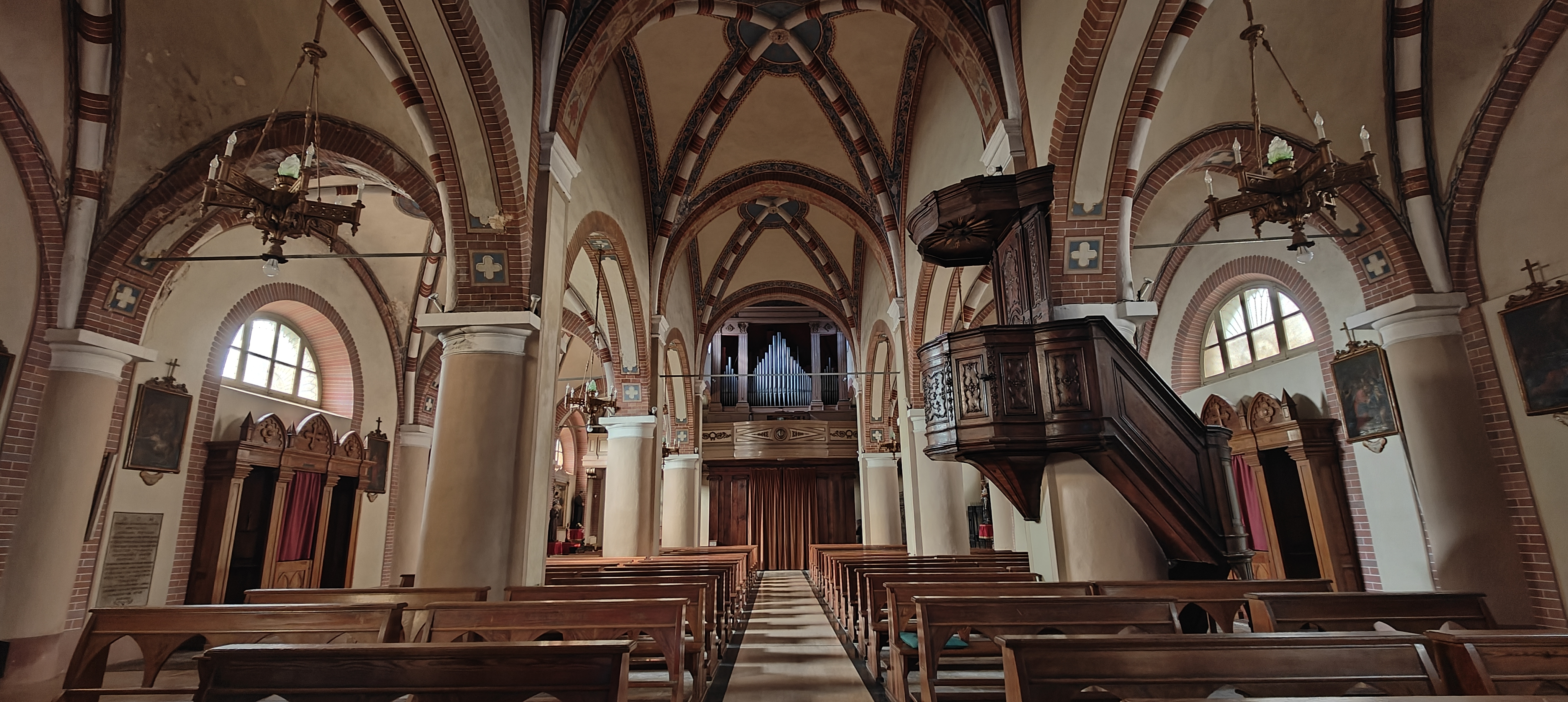
L'Interno visto dall'altare: a destra il pulpito ligneo; in fondo l'organo Serassi del 1848 modificato nel 1891 da Paolo Mentasti

Nel 1848 fu collocato l'organo, che, opera della ditta bergamasca Serassi, venne modificato nel 1891 dal casalese Paolo Mentasti. Nel 1970 l'edificio fu completamente restaurato e consolidato; nel 2013 venne condotto un importante lavoro di ristrutturazione che prese in considerazione soprattutto l'abside.